# Pedicel

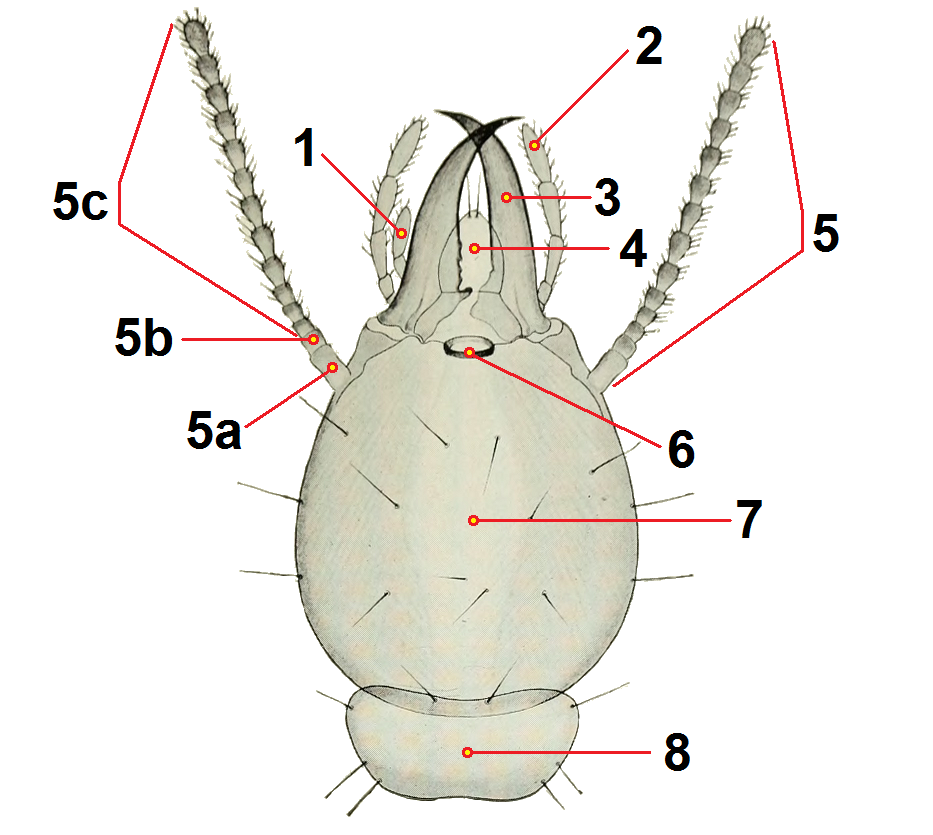
Schema van de kop van de termiet Coptotermes ceylonicus. De scapus is aangegeven met 5B.

De pedicel is het tweede lid van de antenne van een geleedpotige dieren zoals insecten. Het vormt de verbinding tussen het eerste lid, de scapus of antennebasis, en de overige antenneleden die de flagella worden genoemd. De vorm, lengte en breedte van de pedicel kan een belangrijk determinatiekenmerk zijn om verschillende soorten te identificeren. 